# Василівка (Кальміуський район)
Васи́лівка — село в Україні, у Кальміуській міській громаді Кальміуського району Донецької області. Населення становить 1131 осіб.

## Загальні відомості
Відстань до райцентру становить близько 20 км і проходить автошляхом Т 0508.
Землі села межують із територією с. Староласпа Бойківського району Донецької області.
Неподалік від села розташоване заповідні урочища геологічного типу Гречкине № 1 та Гречкине № 2. Також неподалік від села розташоване заповідне урочище Василівка.
Із 2014 р. внесено до переліку населених пунктів на Сході України, на яких тимчасово не діє українська влада.

## Археологія
Поблизу села виявлено кимерійський Васильківський курган.

## Війна на сході України
1 вересня 2014-го під час наступу російських військ і місцевих колаборантів на блокпост НГУ в селі точився бій: 25 гвардійців обороняли міст. По тому зв'язок обірвався. Загарбники прибули на 3 легковиках і 2 автобусах із написами «Діти». Один з українських вояків був заскочений зненацька та став заручником (тому гвардійці не могли почати вогонь), однак опісля вислизнув від супротивника. Солдат Вадим Наумов, що обіймав пост на висоті, у ході бою дістав поранення й відтоді довгий час уважався зниклим безвісти (згодом ідентифікований за аналізом ДНК).

## Населення
За даними перепису 2001 року населення села становило 1131 особу, з них 9,11 % зазначили рідною мову українську, 89,66 % — російську, 0,44 % — грецьку, 0,09 % — білоруську та болгарську мови.